# Тихоокеанская биржа
Тихоокеанская биржа — бывшая региональная фондовая биржа, расположенная в Сан-Франциско, США. Её история началась с основания Санфранцискской биржи по торговле акциями и облигациями в 1882 году. Спустя 7 лет была основана Лосанджелесская нефтяная биржа. В 1957 году две биржи провели слияние, образовав Фондовую биржу Тихоокеанского побережья, хотя торговые залы по-прежнему функционировали в двух городах. В 1973 году была объявлено об изменении наименования биржи на Тихоокеанскую фондовую биржу. Спустя три года на бирже начали обращаться опционы. В 1997 году из наименования биржи исчезло слово "Фондовая".
В 1999 году Тихоокеанская биржа стала первой биржей, которое провела выведение биржи из общего в частное владение. В 2001 году был закрыт торговый зал в Лос-Анджелесе, а еще через год и в Сан-Франциско. Торговля акциями теперь проходит исключительно через систему электронных торгов NYSE Arca (бывшую ArcaEx). 
в 2003 году Тихоокеанская биржа запустила PCX Plus - электронную платформу по торговле опционами. 
27 сентября 2005 года Тихоокеанская биржа была куплена владельцем ArcaEx, компанией Archipelago Holdings, которая в 2006 году была выкуплена Нью-Йоркской фондовой биржей. Сейчас все операции Тихоокеанской биржи проходят под вывеской NYSE Arca Options.